# Kołacza Góra
Kołacza Góra – wzniesienie o wysokości 160 m n.p.m. na Wysoczyźnie Łobeskiej, położone w woj. zachodniopomorskim, w powiecie świdwińskim, w gminie Połczyn-Zdrój.
Kołacza Góra jest częścią masywu zbudowanego z piasków, żwirów i glin, w którego obrębie znajduje się duża ilość kemów.
Wzniesienie znajduje się pomiędzy wsiami: Kołacz i Kołaczek.
Teren Kołaczej Góry został objęty obszarem specjalnej ochrony ptaków "Ostoja Drawska".
Nazwę Kołacza Góra wprowadzono urzędowo w 1950 roku, zastępując poprzednią niemiecką nazwę Ficht Berg.